# Maurice Edu
Maurice Edu (* 18. April 1986 in Fontana, Kalifornien) ist ein ehemaliger US-amerikanischer Fußballspieler.

## Karriere

### Vereinskarriere
Edu spielte drei Jahre im College-Team der Universität von Maryland und wurde 2006 in das College-All-Star-Team aufgenommen, bevor er als Generation Adidas Spieler für den MLS SuperDraft 2007 angemeldet wurde. Beim Draft wurde er von Liganeuling Toronto FC als erster Pick ausgewählt. Toronto beendete die erste Saison in der MLS mit dem letzten Tabellenplatz, dennoch wurde Edu zum Rookie of the Year gewählt.
Am 17. August 2008 wurde bekanntgegeben, dass Edu für eine Ablösesumme von 2,6 Mio. Pfund zu den Glasgow Rangers transferiere. Bei den Rangers erhielt er einen Fünf-Jahres-Vertrag. Sein Debüt in der Scottish Premier League feierte er am 13. September 2008 beim 2:1-Heimsieg über den Kilmarnock FC.
Nach dem Zwangsabstieg der Glasgow Rangers in die viertklassige Scottish Football League Third Division unterschrieb Maurice einen Dreijahresvertrag bei Stoke City.
Für die Rückrunde der Saison 2012/13 wurde er in die türkische Süper Lig an Bursaspor ausgeliehen. Dort kam er in elf Spielen zum Einsatz. Nach Ende der Rückrunde kehre er zu Stoke City zurück.
Am 27. Januar 2014 und damit zu Beginn der Saison 2014 der nordamerikanischen Major League Soccer wechselte Edu auf Leihbasis zu Philadelphia Union. Dort lief er in 31 Spielen für Philadelphia auf, in denen er drei Tore erzielen konnte. Zu Beginn des Jahres 2015 wurde bekannt, dass Edu gegen die Zahlung einer nicht veröffentlichten Ablösesumme an Stoke City einen festen mehrjährigen Vertrag bei Philadelphia Union erhält.

### International
Ab 2007 stand Edu im Kader der US-amerikanischen U-23-Auswahl. Im Oktober 2007 debütierte er in der A-Nationalmannschaft der USA in einem Freundschaftsspiel gegen die Schweiz. Vom Olympiaauswahltrainer Piotr Nowak wurde Edu im Juli 2008 in das 18-köpfige Aufgebot für die Olympischen Spiele berufen.
Edu stand im US-Kader für die Fußball-Weltmeisterschaft 2010 und erzielte im Spiel gegen Slowenien ein Tor, welches aber vom Schiedsrichter aberkannt wurde.

## Erfolge
Verein:
- Scottish Premier League: 3 (2009, 2010, 2011)
- Scottish League Cup: 1 (2010)

Ehrungen:
- Rookie of the Year: 2007

## Privat
Edu wuchs in San Bernardino, Kalifornien auf. Sein Vater, Maurice Sr., war ein Mathematiklehrer aus Nigeria. Seine Mutter ist ebenfalls Lehrerin und stammt auch aus Nigeria. Er hat drei Schwestern und einen Bruder.